# Ernst Neukamp
Ernst Neukamp (* 8. September 1852 in Soest; † 6. Februar 1919 in Leipzig) war ein deutscher Reichsgerichtsrat.

## Leben
1874 wurde er auf den preußischen Landesherrn vereidigt. 1882 wurde er Amtsrichter und 1893 Amtsgerichtsrat. 1897 wurde er Landrichter  „mit dem Charakter als Landgerichtsrat“ ernannt. 1900 wurde er zum Oberlandesgerichtsrat befördert. 1909 kam er an das Reichsgericht. Er errichtete 1911 eine Armenstiftung in Soest zusammen mit seinem Bruder in Höhe von 1000 Mark. Er war ein sehr produktiver Jurist.

## Schriften (Auswahl)
- Der Entwurf der neuesten Gewerbeordnungs-Novelle, Tübingen 1891, MPIER_Digitalisat.
- Entwicklungsgeschichte des Rechts, Berlin 1895.
- Das Gewohnheitsrecht in Theorie und Praxis des gemeinen Rechts, Archiv für bürgerliches Recht  Band 12 (1897), S. 89.
- Die Novelle zur Gewerbeordnung vom 28. Dezember 1908 in ihrer rechtlichen und wirtschaftlichen Bedeutung (Vortrag gehalten am 14. Januar 1910 in der Leipziger Ortsgruppe der Gesellschaft für soziale Reform), Leipzig 1910.
- Rezension zu Dr. Carl Schmitt, Gesetz und Urteil. Eine Untersuchung zum Problem der Rechtspraxis. Berlin 1912. Verlag von Otto Liebmann. VI und 129 S., Zeitschrift für deutschen Zivilprozess, Band 44 (1914), S. 144
- Die Schattenseiten des Kriegswirtschaftsrechts, Deutsche Juristen-Zeitung, Jahrgang 22 (1917), Sp. 849.

## Familie
Er war der Sohn des Soester Kaufmanns Meyer Neukamp (1814–1882) und Josephine Löwenwarter (1822–1910), Neukamps Großtante mütterlicherseits war Therese Stein (1775–1842), die mit dem Bankhausgründer Salomon Oppenheim junior verheiratet war. Deren Nichte Josephine Löwenwarter war nach Familienaufzeichnungen „eine schüchterne Dame, die es liebte roten Wein zu trinken und die immer etwas beschwipst schien. Ihr Sohn war der Dr. Ernst Neukamp, Jurist und Richter (Reichsgerichtsrat) am Obersten Reichsgericht in Leipzig. Dies war in der späten Kaiserzeit. Der Preis für diesen Aufstieg war die Taufe und die Konversion zum Protestantismus.“ Sie hatten zwei Kinder. Die Tochter Maria (1893–1951) heiratete 1918 den Verleger und späteren Inhaber des  Georg-Thieme-Verlag Bruno Hauff.  Der Sohn Dr. Franz Heinrich Neukamp (1889–1954) war Richter in Köln und Bielefeld. Dessen Frau war die Tochter des Bonner Historikers Friedrich von Bezold. Franz Neukamp erhielt als Jude in der Zeit des Nationalsozialismus ein Berufsverbot. Da er noch 1935 eine Eloge auf Adolf Hitler veröffentlicht hatte, wurde ihm 1954 in der Bundesrepublik die Anerkennung als politisch Verfolgter verwehrt. Der Kölner Jurist und Kommentator Victor Löwenwarter war sein Cousin 2. Grades.

## Quelle
Adolf Lobe: Fünfzig Jahre Reichsgericht am 1. Oktober 1929, Berlin 1929, S. 375.